# Joseph Laniel
Joseph Laniel (Vimoutiers, 12 d'octubre de 1889 - París, 8 d'abril de 1975) fou un polític conservador francès, President del Consell de Ministres de la Quarta República entre 1953 i 1954. Era fill d'Henri Laniel (1857-1936), diputat del Calvados durant la Tercera República Francesa.
Laniel fou un dels fundadors, l'any 1945, del Parti Républicain de la Liberté  (Partit Republicà de la Llibertat), que a partir de 1951 es fusionaria amb el Centre national des indépendants et paysans. Sota la seva presidència del Consell, el seu govern es va veure seriosament afectat pel conflicte d'Indoxina. Després de la derrota de Dien Bien Phu, l'any 1954, es va veure obligat a presentar la dimissió i va ser substituït per Pierre Mendès-France.
Va ser sebollit a la capella familiar del cementiri de Lisores (Calvados), al costat del seu pare.